# Valeriana radicata
Valeriana radicata är en kaprifolväxtart som beskrevs av Graebner. Valeriana radicata ingår i släktet vänderötter, och familjen kaprifolväxter. Inga underarter finns listade i Catalogue of Life.